# قائمة البعثات الدبلوماسية في الدنمارك

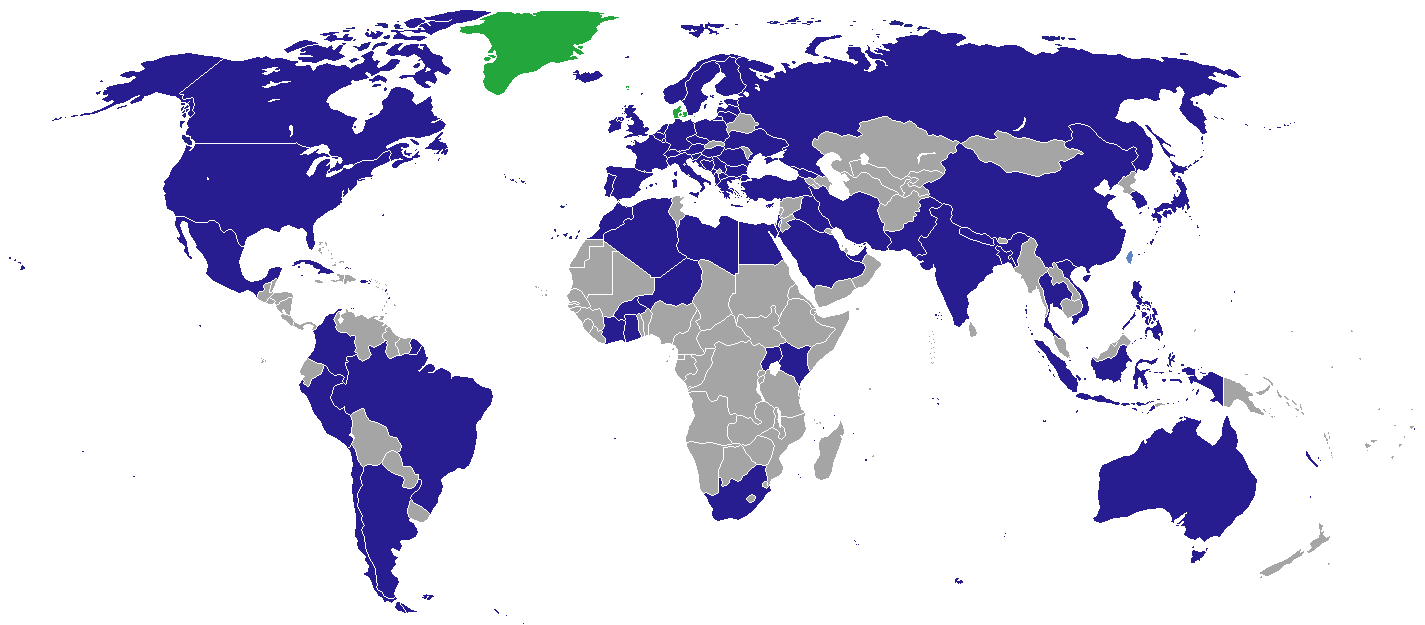
خريطة البعثات الدبلوماسية في مملكة الدنمارك

تعرض هذه الصفحة قائمة البعثات الدبلوماسية في مملكة الدنمارك. حاليا، توجد في العاصمة كوبنهاغن 78 سفارة. دول أخرى عديدة لها سفراء معتمدون في مملكة الدنمارك، لكن معظمهم يقيم في برلين، أو ستوكهولم، أو لندن. هذه القائمة تستثني القنصليات الفخرية.

## سفارات
| - ألبانيا - الجزائر - الأرجنتين - أرمينيا - أستراليا - النمسا - بنغلاديش - بلجيكا - بنين - البوسنة والهرسك - البرازيل - بلغاريا - بوركينا فاسو - كندا - تشيلي - الصين - ساحل العاج - كرواتيا - كوبا - قبرص - جمهورية التشيك - مصر - إستونيا - فنلندا - فرنسا | - جورجيا - غانا - ألمانيا - اليونان - المجر - آيسلندا - الهند - إندونيسيا - إيران - العراق - أيرلندا - إسرائيل - إيطاليا - اليابان - لاتفيا - ليبيا - ليتوانيا - لوكسمبورغ - المكسيك - المغرب - نيبال - هولندا - النيجر - مقدونيا - النرويج | - باكستان - الفلبين - بولندا - البرتغال - رومانيا - روسيا - السعودية - صربيا - سلوفاكيا - سلوفينيا - جنوب إفريقيا - كوريا الجنوبية - إسبانيا - السويد - سويسرا - تايلاند - تركيا - أوغندا - أوكرانيا - الإمارات العربية المتحدة - المملكة المتحدة - الولايات المتحدة - فيتنام |

## بعثات ومكاتب تمثيلية
- جزر فارو - مكتب تمثيلي[70]
- جرينلاند - مكتب تمثيلي[71]
- تايوان - بعثة[72]
- فلسطين - بعثة فلسطين[73]

## قنصليات عامة
- نوك، جرينلاند
  -  آيسلندا[74] (قنصلية عامة)
- توشهافن، جزر فارو
  -  آيسلندا (قنصلية عامة)[75]

## سفارات غير مقيمة
مقيمة في ستوكهولم، مالم يذكر خلاف ذلك.
- أنغولا[4]
- بيلاروس[4]
- بوتسوانا[4]
- كولومبيا[4]
- جمهورية الكونغو الديمقراطية[4]
- جمهورية الدومينيكان[4]
- الإكوادور[4]
- السلفادور[4]
- إرتريا[4]
- إثيوبيا
- غواتيمالا
- الفاتيكان[4]
- كازاخستان
- كينيا[4]
- كوريا الشمالية[4]
- الكويت[4]
- لاوس[4]
- لبنان[4]
- ماليزيا[4]
- منغوليا[4]
- موزمبيق[4]
- ناميبيا[4]
- نيجيريا[4]
- بنما[4]
- باراغواي[4]
- بيرو[4]
- رواندا[4]
- سريلانكا[4]
- سوريا[4]
- تنزانيا[4]
- تونس
- الأوروغواي[4]
- زامبيا[4]
- زيمبابوي[4]

أوسلو
- أفغانستان[4]
- السودان[4]
- فنزويلا

بروكسيل
- باربادوس[4]
- بوتان[4]
- جمهورية إفريقيا الوسطى[4]
- جيبوتي[4]
- غرينادا[4]
- غينيا بيساو[4]
- غيانا[4]
- هندوراس
- موريتانيا[4]
- بابوا غينيا الجديدة[4]
- ساو تومي وبرينسيب[4]

لندن
- أذربيجان[4]
- البحرين[4]
- كمبوديا[4]
- الكاميرون[4]
- كوستاريكا[4]
- فيجي[4]
- الغابون[4]
- غامبيا[4]
- جامايكا[4]
- مالاوي[4]
- جزر المالديف[4]
- موريشيوس[4]
- ميانمار[4]
- سيشل[4]
- سيراليون[4]
- إسواتيني[4]
- تونغا[4]
- ترينيداد وتوباغو[4]

برلين
- بوليفيا[76]
- بوروندي
- تشاد[4]
- غينيا[4]
- هايتي[4]
- الأردن[4]
- كوسوفو[4]
- قرغيزستان[4]
- ليبيريا[4]
- مدغشقر[4]
- مالي[4]
- مولدوفا[4]
- عُمان[4]
- توغو[4]
- اليمن[4]

لاهاي
- مالطا
- نيوزيلندا[4]
- قطر[4]

باريس
- جزر القمر[4]
- جمهورية الكونغو

مدن أخرى:
- أندورا (أندورا لا فيلا)[77]
- بروناي (بندر سري بكاوان)[4]
- ليسوتو (دبلن)[4]
- الجبل الأسود (بودغوريتسا)[4]
- نيكاراغوا (هلسنكي)[4]
- سان مارينو (مدينة سان مارينو)[4]
- سنغافورة (سنغافورة)[4]

## مقالات متعلقة
- علاقات الدنمارك الخارجية

## وصلات خارجية
Copenhagen Diplomatic List